# Хизб ут-Тахрир аль-Ислами
Хизб ут-Тахри́р аль-Ислами́ (араб. حزب التحرير الإسلامي‎ — «Исламская партия освобождения») — международная салафитская джихадисткая и панисламистская политическая партия, основанная в 1953 году в Восточном Иерусалиме судьёй местного шариатского апелляционного суда Такиюддином ан-Набхани.
Декларируемая цель организации — объединение всех стран, где проживают мусульмане, в единое исламское государство (халифат), управляемое по шариатскому праву.
Деятельность «Хизб ут-Тахрир» запрещена в Германии, Турции, Великобритании, Казахстане, Бангладеш, Китае, России, Пакистане, Индии, Индонезии, Саудовской Аравии, Египте, Азербайджане, Узбекистане, Таджикистане и Кыргызстане.

## Руководство
После смерти Такиюддина ан-Набхани в 1977 году организацию возглавил палестинец Абдул Кадим Заллум. После смерти Заллума в 2003 году организацию возглавил Ата Абу Рашта.

## Идеология
«Хизб ут-Тахрир» провозглашает себя «политической партией, идеологией которой является ислам». Цель партии — содействовать возвращению мусульман к исламскому образу жизни («все стороны жизни должны основываться на нормах шариата») и распространению исламской религии в мире. При этом декларируется, что реализация этой цели возможна лишь путём воссоздания единого (объединяющего весь исламский мир) теократического государства — халифата.
В документах «Хизб ут-Тахрир» правительства мусульманских стран характеризуются как неисламские, а причиной всех сегодняшних проблем мусульманской общины (уммы) объявляется «отсутствие ислама в её повседневной жизни», в том числе «отсутствие исламской системы правления». Конституция ХТ состоит из 187 статей об Исламском государстве, в ней детализируется всё — от исламской экономики и системы образования до отношений между мужчинами и женщинами (женщинам позволяется иметь право собственности, голосовать и заниматься бизнесом).

## Деятельность
Активную деятельность вели филиалы организации на Ближнем Востоке и в Северной Африке (Египет, Сирия, Марокко, Тунис, Судан, ОАЭ, Йемен, Кувейт, Палестина, Иордания, Ливан, Ирак),
в Турции, в Европейском союзе (деятельность организации запрещена в Германии, (за антисемитизм и антиизраильскую пропаганду, запрет безуспешно обжаловался в ЕСПЧ, который счёл, что цели Хизб ут-Тахрир противоречат ценностям Европейской конвенции о правах человека), Дании, Великобритании), в Южной и Юго-Восточной Азии (Бангладеш, Пакистан, Малайзия, Индонезия) и в Австралии. С 1995 года организация начала действовать в Узбекистане. Известно также о деятельности группы на территории стран СНГ (Таджикистан, Кыргызстан, Казахстан, Азербайджан, Белоруссия и Россия).

## Правовой статус по регионам

### Америка
Государственные органы США (Государственный департамент США и Сенат США) относят Хизб ут-Тахрир к числу групп, действующих ненасильственными методами, но способствующих распространению экстремистских настроений среди мусульман и, вследствие поддержки антизападной идеологии, потенциально способных оказывать идеологическую поддержку терроризма.

### Европейские страны
В Германии деятельность организации запрещена в связи с направленностью против идей международного взаимопонимания, призывами к ликвидации Государства Израиль и убийствам.
С 19 января 2024 года деятельность Хизб ут-Тахрир была запрещена в Великобритании за антисемитизм и поддержку терроризма.
В 2003 году Верховный Суд Российской Федерации признал Хизб ут-Тахрир аль-Ислами террористической организацией.

### Азия и Ближний Восток
В Казахстане деятельность «Хизб-ут-Тахрир» запрещена судом в 2005 году за экстремизм. Организация также запрещена также в Китае, Бангладеш, Индонезии, Турции, Пакистане, Таджикистане, Узбекистане, и во всех арабских странах (кроме ОАЭ, Ливана и Йемена).

## Оценки
В 2014 году А. В. Малашенко в интервью интернет-изданию IslamNews отмечал: 
Кстати говоря, Хизб ут-Тахрир — это не экстремисты! Да, это радикалы, но это не те люди, которые обещают любой ценой бороться за халифат. […] Хизб ут-Тахрир ставят перед собой только политические задачи. Когда они говорят про халифат, то только политическими средствами, и избегают любых вот таких вот эксцессов. И, кстати говоря, их очень часто сравнивают с Исламским движением Узбекистана, вот те — да, те совершают теракты, те готовы брать оружие, а Хизб ут-Тахрир — нет!

В 2015 году Вальтер Лакер отмечал:
Наиболее активным военным движением в Центральной Азии являлась Хизб ут-Тахрир, панисламистская политическая организация, основанная в Иордании в 1950-е годы и намеревающаяся создать всеобщее Исламское государство (халифат). В настоящее время она запрещена почти во всех странах, включая арабские. Её перспективы в некоторых странах Центральной Азии, вроде Кыргызстана, не следует недооценивать.Оригинальный текст (англ.)The militant movement most active in Central Asia has been Hizb ut-Tahrir, a pan-Islamic political organization founded in Jordanian in the 1950s and intent on establishing an all-encompassinng Muslim state (caliphate). At present, it is banned in allmost all countries, including those of the Arab world. Its prospects in some Central Asian countries such as Kyrgyzstan should not be underrated.
Ряд правозащитных организаций считают, что деятельность «Хизб ут-Тахрир» не является террористической. Так, в 2005 году сотрудник правозащитного центра «Мемориал» В. А. Пономарёв в своём обзоре высказал мнение, что «Хизб ут-Тахрир» — это «ненасильственная международная исламская организация, и взгляды её сторонников не могут служить оправданием репрессий, фабрикаций уголовных дел и пыток». Кроме того, он счёл решение Верховного Суда Российской Федерации необоснованным, отмечая отсутствие в мотивировочной части «какие-либо данные о террористической деятельности „Хизб ут-Тахрир“ — в соответствии с определением терроризма, данным в Уголовном Кодексе РФ и Федеральном Законе РФ „О борьбе с терроризмом“ от 03.07.1998».
Информационно-аналитический центр «Сова» в 2015 году в связи с отклонением апелляции на приговор жителю Дагестана Шамилю Омарову, ранее признанному виновным Северо-Кавказским окружным военным судом в «участии в деятельности ячейки „Хизб ут-Тахрир“», высказывал мнение, что «партия „Хизб ут-Тахрир“ была неправомерно запрещена в России как террористическая», а также отмечает, что «сторонники этой партии в России до сих пор не были уличены в реальной заговорщической деятельности», а сами «обвинения выдвигаются лишь на основании партийной активности (к примеру, проведения дискуссий или распространения литературы)».
В свою очередь, правозащитный центр «Мемориал», Комитет «Гражданское содействие», Информационно-аналитический центр «Сова», Институт прав человека в 2016 году в совместном заявлении по поводу решения Верховного суда Республики Башкортостан о продлении содержания под стражей руководителя правозащитной организации «Центр исследования проблем мусульман» Р. М. Латыпова, которому были предъявлены обвинения об участии в деятельности «Хизб ут-Тахрир», полагали, что «это решение Верховного Суда РФ неправомерно, поскольку ни документы этой организации, ни практика ее деятельности не дают оснований для обвинения именно в терроризме или призывах к нему», а также утверждали, что якобы «эта партия не была признана террористической ни в одной из стран Европы».

## Борьба с организацией в России
Решением Верховного Суда РФ от 14 февраля 2003 года № ГКПИ 03-116 «Хизб ут-Тахрир аль-Ислами», наряду с 13 другими исламскими организациями, была признана террористической организацией и запрещена в России. Мотивировкой для такого признания стало признание судом следующих основных форм её деятельности:
воинствующая исламистская пропаганда, сочетаемая с нетерпимостью к другим религиям; активная вербовка сторонников, целенаправленная работа по внесению раскола в общество (прежде всего пропагандистская)
которые были сочтены судом террористической деятельностью.
В октябре 2015 года в Москве полиция задержала гражданина Таджикистана, являвшегося руководителем одной из ячеек «Хизб ут-Тахрир», действовавшей в московском регионе. По оперативным данным, он занимался вербовкой, пропагандой радикального ислама и построения на территории России исламского халифата. При задержании он оказал активное сопротивление. Ранее, также в октябре 2015 года, в Москве спецподразделениями МВД и ФСБ были задержаны 20 предполагаемых членов данной организации, подозреваемых в распространении экстремистской литературы и в вербовке новых членов организации.
2 ноября 2015 года в Екатеринбурге военным судом к пяти годам колонии был приговорён военнослужащий внутренних войск МВД являвшийся членом «Хизб ут-Тахрир» и занимавшийся вовлечением в организацию военнослужащих Уральского регионального командования внутренних войск МВД России.
4 февраля 2016 года Московский окружной военный суд признал членов «Хизб ут-Тахрир» Челябинска Салавата Хабирова, Альфреда Шаимова, Рината Шамсутдинова, Орифджана Мирова и Радика Кабирова виновными по статье 205.5 (организация деятельности террористической организации и участие в деятельности такой организации), статье 30 (приготовление к преступлению) и статье 278 (насильственный захват власти) Уголовного кодекса Российской Федерации, приговорив их в зависимости от степени участия в совершении преступления к лишению свободы на срок от 5 до 17 лет в колонии строгого режима с ограничением свободы на 1 год.
27 января 2021 года сотрудники ФСБ и Росгвардии задержали нескольких членов организации «Хизб ут-Тахрир аль-Ислами» в Калужской области. По версии силовиков, задержанные планировали создать в регионе «Всемирный халифат».

### Ситуация в Крыму
После аннексии Крыма в 2014 году большое количество крымских татар оказалось в уязвимом положении. «Хизб ут-Тахрир» была легальной, зарегистрированной организацией в украинской юрисдикции, но признана террористической под юрисдикцией России. На момент 2024 года не менее 320 человек в России были подвергнуты уголовному преследованию за участие в «Хизб ут-Тахрир», абсолютное большинство из них — крымские татары. Несмотря на отсутствие насильственного компонента в большинстве дел, 130 человек были приговорены к срокам от 10 до 15 лет, а 115 — к лишению свободы на более чем 15 лет..
По словам заместителя начальника главка МВД РФ по противодействию экстремизму Владимира Макарова, в 2015 году количество сторонников запрещённой организации «Хизб ут-Тахрир аль-Ислами» в Крыму снизилось с 10 тысяч до 2,5 тысяч.
Одна из крупнейших акций задержаний произошла 27 марта 2019 года, когда оперативники ФСБ провели массовые обыски в домах крымских татар и задержали 20 сторонников организации «Хизб ут-Тахрир аль-Ислами» в Крыму. Дипломатическая служба Евросоюза осудила эти действия, назвав преследования политическими.